# State of Shock (álbum)
State of Shock es el quinto álbum de estudio del guitarrista estadounidense Ted Nugent, lanzado en 1979 por el sello Epic Records. Pese a haber obtenido la certificación de disco de oro, el álbum fue el primer álbum de Nugent que no consiguió la certificación de platino.

## Lista de canciones
1. "Paralyzed" – 4:09
2. "Take It or Leave It" – 4:07
3. "Alone" – 5:20
4. "It Don't Matter" – 3:08
5. "State of Shock" – 3:22
6. "I Want to Tell You" – 4:52
7. "Satisfied" – 5:49
8. "Bite Down Hard" – 3:21
9. "Snake Charmer" – 3:19
10. "Saddle Sore" – 3:16

## Personal
- Ted Nugent - guitarra, voz
- Charlie Huhn - guitarra, voz
- Walt Monaghan - bajo
- Cliff Davies - batería